# Zorion nonmaculatum
Zorion nonmaculatum är en skalbaggsart som beskrevs av Schnitzler 2005. Zorion nonmaculatum ingår i släktet Zorion och familjen långhorningar. Inga underarter finns listade i Catalogue of Life.